# Гијом Брин
Гијом Брин (фр. Guillaume Brune; 13. март 1763 – 2. август 1815) био је француски маршал.

## Биографија
Брин је 1795. године учествовао у гушењу побуне ројалиста у Паризу. Потом се истакао борбама у Италији. Као командант бригаде, Брин је учествовао у биткама код Арколе и Вероне. Командовао је 1798. године армијом у Швајцарској. Следеће године је допринео капитулацији непријатељских трупа код Алкмара.
Године 1800. Брин је угушио побуну у Вандеји, а затим је командовао француским армијама у Италији. Успешне борбе у Италији довеле су до примирја у Тревизу (16. јануар 1800). У периоду од 1802. до 1807. године био је амбасадор Француске у Цариграду (Османско царство), командант обалског сектора Сома-Шелда и гувернер градова Ханзе. Од маја 1807. године командује Опсервационим корпусом Велике армије. Током Наполеонових 100 дана пришао је великом војсковођи и командовао армијом за одбрану Тулона.